# Palparellus dubiosus
Palparellus dubiosus är en insektsart som först beskrevs av Louis Albert Péringuey 1910.  Palparellus dubiosus ingår i släktet Palparellus och familjen myrlejonsländor. Inga underarter finns listade i Catalogue of Life.